# هندوشاه نخجوانی
هندوشاه ابن بدرالدین سنجر ابن عبدالله صاحبی گیرانی نخجوانی ملقب به فخرالدین نویسنده، ادیب، مورخ و شاعر قرون هفتم و هشتم هجری است. از آثار مهم او می‌توان به صحاح العجم، موارد الادب و تجارب السلف اشاره کرد.

## زندگی‌نامه
نام کامل او ابوالفضل ابن بدرالدین سنجر ابن عبدالله صاحبی گیرانی نخجوانی است. او در اشعارش هندوشاه تخلص می‌کرد. نام کامل او در کتب خود و هم‌چنین در آثار پسرش شمس‌الدین محمد منشی ذکر شده است. پسرش از وی اینگونه یاد می‌کند: 
«پدرم فاضل سعید مغفور مولانا فخرالدین هندوشاه نخجوانی-قدس الله روحه العزیز-...»
از این جمله اینگونه برمی‌آید که لقب او فخرالدین بوده است. او اصالتا اهل اهل روستای گیران از شهر اردوباد از توابع نخجوان است. خود وی در اشعارش به زادگاهش نخجوان اشاره می‌کند:
«...بار دیگر چنانچه مطلوبست/برسانم به خطه نشوی» 
با توجه به نگارش لغتنامه "صحاح عجم" به سال 677 هجري قمري به يقين وي در نيمه نخست قرن هفتم بدنيا آمده و در نيمه نخست قرن هشتم حدود سال 728-727 هجري فوت كرده است. برخى محققان از روى پاره‌اى قرائن به طور ضمنى تاریخ تولد هندوشاه‌ را حدود 645 هجری تخمین زده اند. هم‌چنین تاریخ وفات وى را گاه حدود 730 هجری و گاه دقیقاً در سال 730 ق. گزارش‌ کرده و برخى او را در 730 هجری در قید حیات دانسته‌اند. هندوشاه تحصیلات خود را در مدرسهٔ مستنصریهٔ بغداد به پایان رساند و نیز نزد شمس‌الدین محمد کیشی تحصیل کرد. ابن الفَوطى‌، دانشمند معاصر هندوشاه که در سال 679 ق. در مدرسه نظامیه بغداد با وى ملاقات کرده‌، مقام علمى هندوشاه را فراتر از این توصیف نموده‌ و چنین نوشته‌ است‌:
 «فخرالدین‌، ابوالفضل‌، هندوشاه ابن سنجر صاحبى‌، حکیم و منجّم و ادیب و از زمره افاضل علما است‌... وى به آموختن علم نجوم و ریاضى و انواع حکمت و فنون ادب‌ همت گماشت‌...». 
وی از منشیان صاحبدیوان خاندان جوینی، آباقاخان و ایلخانان پس از او بود. او سه برادر بنامهاي ناصرالدين قتلغشاه، عزالدين دولتشاه و حسام‌الدين توغانشاه داشت كه همگی در مناصب دولتی بوده اند. در ۶۷۴ هجری قمری به نیابت از برادر خود، سیف الدوله امیر محمود، چندی بر کاشان حکمرانی کرد و در آن جا مدرسه‌ای ساخت و کتاب‌های بسیاری وقف کرد. مدتی نیز در محضر جماالدین ابوالقاسم کاشی بود. ظاهراً او در پي فوت عطا ملك جوينی به سال 681 قمری و قتل خواجه شمس الدين‌جوينی به همراه تنی چند از فرزندانش توسط ارغون خان به سال 682 قمری و زوال اقتدارخاندان جوينی، چند گاهي به خدمت دستگاه زنگي شاه بن حسن بن احمد دامغاني درآمد. او به هر دليل‌، مدتي از اشتغالات‌ حكومتی منعزل و در وطن مألوف خود، نخجوان‌، اقامت داشته تا اين‌كه در سال 714 قمری به دستگاه اتابکان لر بزرگ، نصرةالدین احمد بن یوسف شاه(696-733 هجری)، پیوست و کتاب تجارب السلف را به نام او تألیف کرد. عباس اقبال آشتیانی در این باره می‌نویسد: 
«در اواخر ایام اتابکی نصرةالدین احمد لر هندو شاه که در نخجوان می زیسته، به عزم رسیدن به خدمت آن اتابک که به فضل دوستی شهرتی داشته است، حرکت کرده و برای آنکه تحفه ای به رسم ارمغان تقدیم او نماید، کتاب معروف منية الفضلاء ... تألیف ابن الطقطقی را به فارسی ترجمه کرده و مطالب بسیار دیگر نیز از سایر کتب اقتباس کرده و بر آن افزوده و کتاب تجارب السلف را ... به نام اتابک مزبور به رشته تألیف در آورده است.» 

## آثار

### صحاح العجم
لغت‌نامه منثور فارسی به ترکی است که هندوشاه آن را به تاریخ 677 هجری برای نوآموزان فارسی در آذربایجان تالیف کرد. از این کتاب بیش از 100 نسخه خطی موجود است.

### تجارب السلف
این کتاب در ۷۲۳–۷۲۴ تألیف شده‌است و موضوع آن تاریخ خلیفه‌ها و وزیران اسلام تا برچیده شدن خلافت عباسی است. هندوشاه در تألیف تجارب السلف از منیه الفضلاء فی تواریخ الخلفاء و الوزراء صفی الدین ابن طقطقی استفاده مستقیم کرد با این تفاوت که قسمت‌هایی از آن حذف کرده و مطالبی از کتاب‌های معروف دیگر عربی و فارسی بر آن افزوده‌است. قدیمی‌ترین نسخه آن، نسخه برگردان اصفهان است.

### موارد الادب
کتابی تالیف 707 هجری به فارسی است. تنها نسخه خطی آن در استانبول قرار دارد.

### دیوان اشعار
برخی اشعار او را فرزندش در کتاب صحاح الفرس خود ذکر کرده است. اما دیوان کامل آن به دست ما نرسیده است.

ابن الفوطی می‌نویسد:
«... من او را در سال 679 در مدرسه نظاميه [بغداد] ديدم‌، ولي مطلبي از وي‌ننوشتم و روايت نكردم‌. وي داراي شعر فارسي نيكو مي‌باشد. هم‌چنين شنيدم كه او به عربي نيز شعر سروده است‌، ولي شعر عربي وي به دست من نرسيده است‌.»